# Giulio Romano
«  Jules Romain » redirige ici. Ne pas confondre avec Jules Romains.
Pour les articles homonymes, voir Giulio, Romano et Giulio Romano (homonymie).
Giulio di Pietro di Filippo de Gianuzzi ou Giulio Pippi de' Giannuzzi, dit Giulio Pippi puis Giulio Romano et connu aussi en France sous le nom francisé de Jules Romain, né à Rome (États pontificaux) vers 1492 ou 1499 et mort à Mantoue (Lombardie) le 1er novembre 1546, est un peintre, architecte et décorateur italien.
C'est l'un des premiers artistes maniéristes de la Renaissance et l'élève favori de Raphaël.

## Biographie

### Origines
Giulio Romano naquit et grandit à Rome, via Macel dei Corvi près de la colonne Trajane, au moment même où l'on redécouvrit la ville antique. Son nom de famille est Gianuzzi, mais on le surnomme d'abord Pippi, diminutif provenant du nom de son oncle Filippo ; plus tard il adoptera Romano, en référence à sa ville natale. Sa date de naissance est incertaine : Vasari, avec qui il était très lié, suggère 1492 puisqu'il écrit qu'« il est mort dans sa cinquante-quatrième année » tandis que son acte de décès indique qu'il est mort à l'âge de 47 ans. Les deux s'accordent toutefois sur la date de sa mort.

### Rome et Raphaël
Comme apprenti, il entre au service de l'atelier de Raphaël vers 1514. Sous les ordres du pape Léon X, il exécute, d'après les dessins de son maître, la plus grande partie des fresques des loggias du Vatican, dans les stanze, un groupe de figures faisant partie de la fresque dite de L'Incendie de Borgo, et l'essentiel des compositions de la chambre dite de Constantin. Il collabore aussi à la décoration du plafond et de la loggia de la villa Farnesina, propriété alors d'Agostino Chigi, ainsi qu'à celles de la Loggetta et de la Stufetta du cardinal Bibbiena. Il hérite, avec Giovan Francesco Penni, de l'atelier de Raphaël à la mort de celui-ci en 1520, et achève les compositions non terminées du maître, en particulier son Couronnement de la Vierge (dit Madonna di Monteluce, commandé dès 1503) et sa Transfiguration (commencée par Raphaël en 1518). À la demande de Léon X, il termine avec Giovan Francesco Penni la décoration de la chambre de Constantin au Vatican. Il dirige en parallèle avec Giovanni da Udine le chantier du décor de la villa Madame qui est achevé en 1523 et réalise le palais de Filippo Adimari (aujourd'hui palais Adimari Salviati), sa première œuvre personnelle d'architecture. En 1521, il construit la villa Lante sur le Janicule.

### Les dessins érotiques

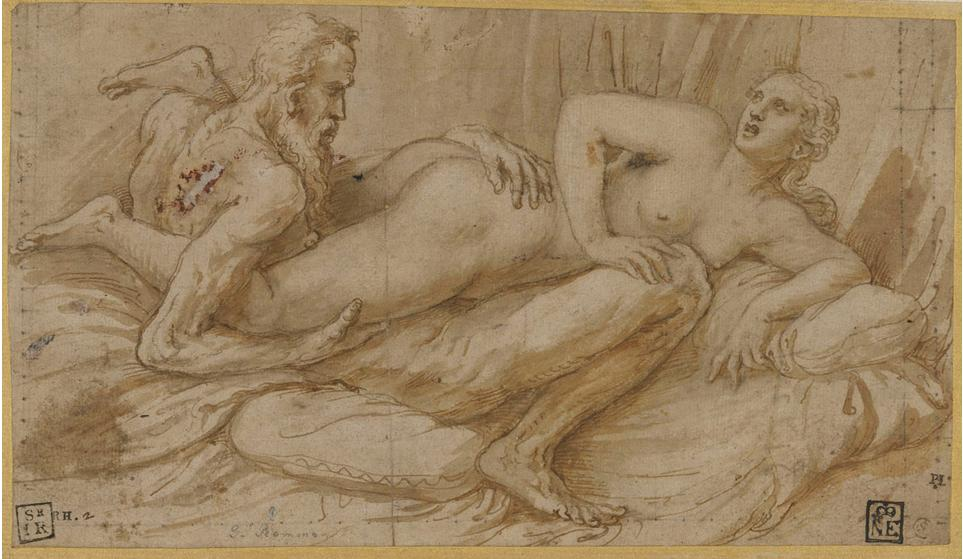
Gli Amanti, encre et fusain, musée des Beaux-Arts de Budapest.

Peu après la mort du pape Léon X, Giulio Romano aurait commis une suite de dessins érotiques inspirés des Amours d'Ovide. Était-ce le fruit d'une commande privée du marquis Frédéric II de Mantoue et destinée à l'un de ses cabinets ? Étaient-ce des dessins préparatoires à une série de toiles ou de fresques ? Toujours est-il que certains de ces dessins, exécutés à la plume, parvinrent à la connaissance du nouveau pape, Adrien VI, d'origine hollandaise, et déchaînèrent sa colère. De mœurs très austères, il fit suspendre les commandes en cours faites à tous les élèves de Raphaël. En 1523, un nouveau pape est élu, Clément VII. Loin de tempérer les foudres de son sévère prédécesseur, Clément VII relance la procédure judiciaire à propos de ces dessins, mais celle-ci sera finalement suspendue à la suite d'événements politiques, dont le sac de Rome, mais surtout grâce à l'influence de la famille Médicis, à laquelle appartenait le pape, qui finit par le décider à rendre sa protection à Giulio Romano et à diverses personnes impliquées dans cette affaire.
On compte au rang de ses proches le poète Pierre l'Arétin et le graveur Marcantonio Raimondi, le premier composant 16 sonnets qui évoquent le désir et les pratiques sexuelles sans ambages, le second les illustrant de manière explicite à partir des encres de Giulio Romano. Ce travail, effectué au départ dans le plus grand secret, et connu sous le nom de I Modi — que l'on peut traduire par « Les Positions » — valut à Raimondi une peine d'emprisonnement ordonnée en 1524 par le pape Clément VII (en 1527, poursuivi par les Espagnols de Charles Quint, Raimondi dut payer une très lourde amende qui le ruine). Ces estampes, sous le manteau, furent durant près de trois siècles reprises de manière clandestines et renvoient à l'histoire des représentations érotiques en Occident.

### L'architecte-émissaire de Mantoue
Quelques années avant le sac de Rome de 1527, n'étant plus le bienvenu à la cour papale à la suite de ce scandale, Jules Romain, recommandé par son ami le comte écrivain Baldassare Castiglione, rejoint la ville de Mantoue où il passe le restant de sa carrière. Le marquis Frédéric II l'avait remarqué lors de son séjour forcé à Rome, entre 1510 et 1513, alors qu'il était otage à la cour du pape Jules II. Désireux d'embellir sa ville, il avait fait part à Castiglione dès 1521 de son désir de prendre à son service les deux garzoni de Raphaël, Giulio Romano et Giovan Francesco Penni. Seul Giulio rejoint la Cour des Gonzague le 22 octobre 1524. Le 5 juin 1526, il devient citoyen de Mantoue.
Il reçoit peu après la charge de préfet des bâtiments des Gonzague qui est la plus haute responsabilité dans le domaine artistique et architectural de l'État et qu'il conservera jusqu'à sa mort. Peu à peu, cette fonction inclut la décoration de la ville, le dallage des rues et le contrôle des eaux, mais Jules Romain intervint aussi comme consultant pour les fortifications et comme inventeur de monuments de marbre, de scénographies et d'objet en argent, et naturellement comme architecte et peintre. Il bénéficie du mécénat de la famille Gonzague dont principalement du marquis Frédéric II qui lui commande le palais du Te, que Jules Romain réalise de 1526 à 1534, tant pour la décoration intérieure que pour l'architecture. Le Primatice, âgé alors de 22 ans, y est son assistant.

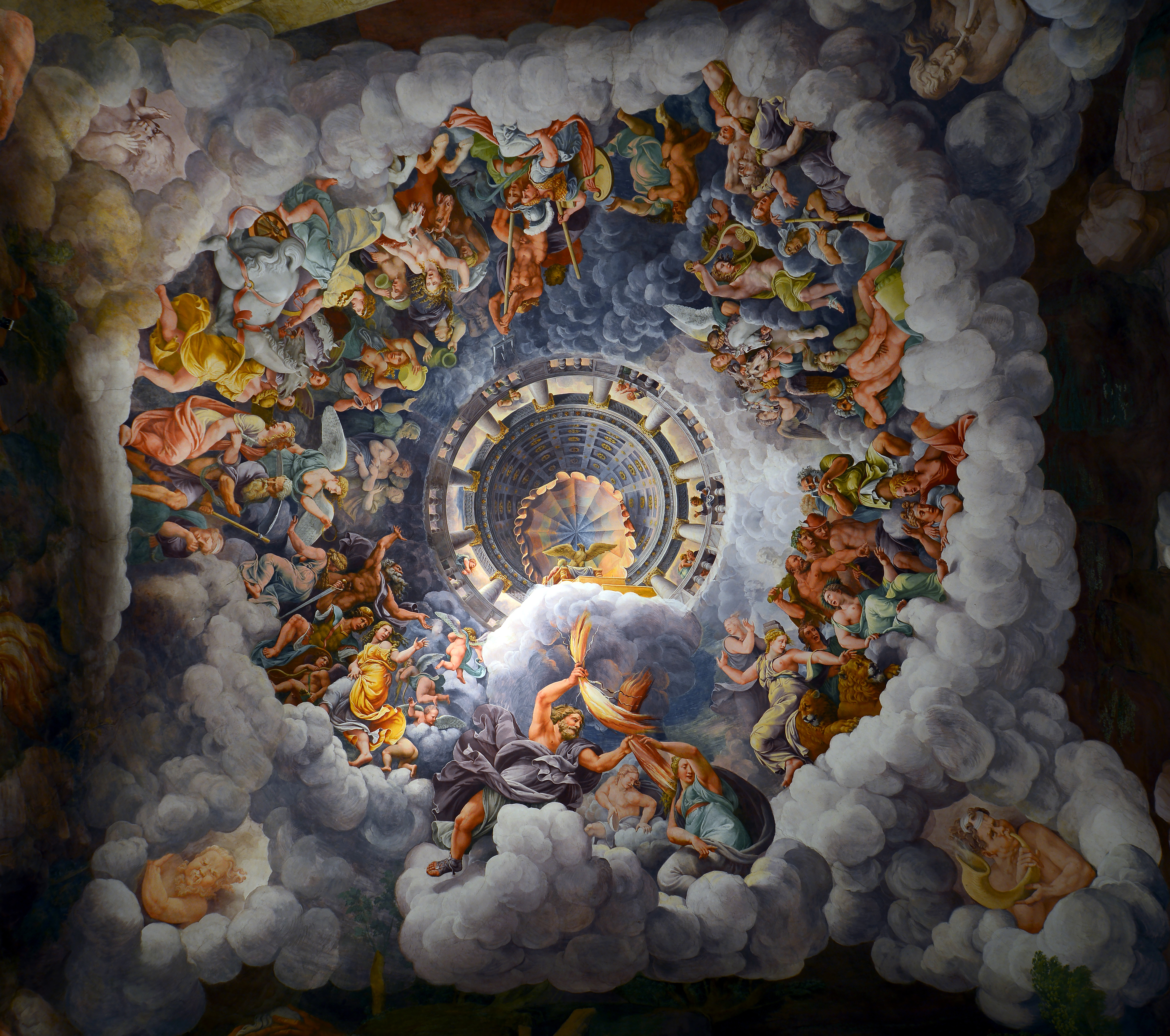
Plafond de la salle des Géants (entre le 1532 et le 1534), palais du Te à Mantoue.

Cette résidence princière devient rapidement un modèle du genre pour l'art maniériste, avec l'utilisation, pour la première fois, d'une architecture à colonnes baguées à bossages, ainsi que la construction, en dehors de Rome, d'un nymphée dans le jardin. Les façades extérieures jouent aussi sur l'emploi d'un ordre dit rustique avec ses effets bosselés et un jeu sur les ruines en simulant l'écroulement de certaines parties. À l'intérieur, Jules Romain et son atelier peignent à fresque les murs de motifs ayant recours aux faux semblants, au clair-obscur et aux allégories, souvent antiquisants, notamment un Banquet de Psyché dans le salon de Psyché, ou une monumentale Lutte des géants et des dieux qui met en scène le combat mythologique avec de vigoureux effets de raccourcis.
Durant l'occupation du nord de l'Italie par les troupes de Charles Quint, celui-ci vint à Mantoue et Jules Romain dut, selon Vasari, et sur l'ordre de Frédéric II, réaliser quantité de peintures décoratives, fresques, et autres aménagements destinés à des fêtes, joutes et tournois, travaux d'embellissements qui plurent beaucoup à l'empereur, qui accepta d'oublier ses frasques romaines.
Dès son arrivée à Mantoue, il travaille aussi sur le chantier de Marmirolo. En 1531-1532, il construit et aménage le Palazzina della Paleoga destiné à l'épouse du duc (détruit en 1899). En 1536, il édifie et décore les nouveaux appartements des Gonzague au palais ducal.
Il effectue aussi pour la Cour de nombreuses œuvres mineures comme des décors éphémères, des modèles pour les tapisseries, mais aussi des dessins pour des pièces d'argenterie et ustensiles à usage domestique. Ainsi il réalise en novembre 1532 les décors de la comédie La Calandria, mise en scène en l'honneur de Charles Quint lors de sa seconde visite à Mantoue.
Il intervient aussi à Ferrare en 1535, à la demande d'Hercule II d'Este, pour la rénovation des appartements du palais ducal endommagés par un incendie. Il y retournera en 1538 et 1539.
La réputation de Jules Romain dépasse bientôt les frontières et le roi François Ier l'appelle à travailler pour la cour de France. Il s'y rend mais n'y reste pas longtemps, car c'est finalement l'un de ses jeunes collaborateurs sur le chantier du palais du Te, Le Primatice, qui répond à cet appel et devient l'un des principaux protagonistes de l'école de Fontainebleau, aux côtés de Rosso. Il dessina toutefois la série des 22 tapisseries tissées de soie et d'or représentant le Triomphe de Scipion destinées au roi de France. Ces tapisseries seront brûlées en 1797 pour en récupérer le métal précieux.
Le duc lui offrit en reconnaissance biens et concessions ce qui lui permit d'acheter terrains et maisons. Il se construisit un véritable palais privé via Poma de 1538 à 1544 qu'il décora de fresques représentant des divinités classiques. Il possédait aussi une véritable collection d'œuvres d'art antiques, certaines acquises par lui à Rome, d'autres offertes par le marquis avec qui il partageait cette passion. Sa fortune était immense. Dès 1528, Benvenuto Cellini nota que Giulio « vivait comme un seigneur ».

### Dernières années
De 1536 à 1540, il réalise la décoration de l'appartement officiel de Frédéric de Gonzague au palais ducal de Mantoue, appelé par la suite l'appartement de Troie. En 1537, il peint onze panneaux pour le cabinet des Césars qui étaient placés sous des portraits d'empereurs peints par Titien, lequel avait réalisé le portrait de Jules Romain en 1536. Cette pièce rend hommage à l'autorité impériale de Charles Quint dont dépend la fortune politique du duc.
Son protecteur Frédéric meurt en 1540. Son art devient plus austère vers la fin de sa carrière, à tendance antiquisante marquée comme les travaux de sa propre maison à Mantoue, ou plus lourde comme les fresques de la cathédrale de Vérone qui seront exécutées par un artiste local, Francesco Torbido. Vasari encore, qui le fréquente durant ces années-là, entretenant une correspondance avec lui, le décrivant comme étant une personne profondément aimable.
À la demande du cardinal Hercule, le frère du défunt duc, il restaure l'abbaye bénédictine de Saint-Benoît de Polirone, au sud de Mantoue, qui est un de ses chefs-d'œuvre d'architecture religieuse. Il travaille aussi à la restauration de la façade de Saint-Pétrone à Bologne, à la calotte de l'abside de l'église Sainte-Marie-de-la-Palissade à Parme et continue à concevoir des pièces d'argenterie.
En 1541, il se rend encore à Milan pour réaliser les décors éphémères célébrant l'entrée de Charles Quint. L'année suivante, il achève les loges du palais de la Raison à Vicence.
L'engouement pour ses dessins se développa de son vivant. De nombreuses estampes et gravures furent alors réalisées à partir de ses modèles et diffusées dans toute l'Europe, grâce notamment aux deux meilleurs graveurs de Mantoue avec qui Jules Romain se lia, Giovanni Battista Mantuano et Giorgio Ghisi.
Le cardinal Hercule le charge de la reconstruction de la cathédrale de Mantoue qui avait été entièrement détruite par un incendie en avril 1545. Jules Romain s'inspire pour ce projet de la basilique constantinienne de Saint-Pierre de Rome que le pape Paul III Farnèse, ennemi du cardinal Hercule, achevait de faire démolir. Il transforme l'intérieur gothique de l'édifice en un ensemble classique lumineux. Les travaux n'étaient pas terminés à son décès et furent repris par le préfet des Bâtiments, Giovan Battista Bertani.
Il meurt le 1er novembre 1546 des suites d'une brève maladie à Mantoue, en y ayant créé l'un des centres les plus brillants du maniérisme. Son élève Giovanni Battista Bertani fut nommé comme son successeur auprès du duc. Il est enterré dans l'église Saint-Barnabé de Mantoue.
Marié en juin 1529 à une Mantouane, Elena Guazzi, Jules Romain eut un fils, Raffaello (1532-1562), qu'il désigna héritier universel, et une fille, Virginia.
Shakespeare le mentionne dans sa pièce, Le Conte d'hiver. Il est le seul artiste italien à avoir eu cet honneur.

## Technique
En travaillant avec Raphaël, il comprend que pour mener à bien et rapidement une grande entreprise décorative, il faut s'entourer d'excellents collaborateurs. C'est à la mort de son maître qu'il découvre vraiment sa prédilection pour le dessin et dès lors se réserve l'exclusivité de l'invention graphique et la conception totale de ses œuvres, laissant l'exécution à ses élèves et collaborateurs.
Il utilise largement le répertoire des motifs végétaux, zoomorphiques et fantastiques en décoration.
Si à Rome il emploie à la manière de Raphaël la sanguine, à Mantoue il privilégie l'usage de la plume. Dans les études destinées aux stucs, il se sert du lavis pour indiquer les ombres. Il dessine toujours sur des feuilles de grandes dimensions, généralement sur papier beige (on retrouve quelques œuvres sur papier bleu à partir de 1534), d'un seul côté de la feuille, en faisant attention à marquer distinctement les ombres et les lumières.
Il effectue des dessins très détaillés afin de permettre à d'autres artistes d'exécuter certaines œuvres à sa place, comme ce fut le cas pour les fresques du Duomo de Vérone réalisées par Francesco Torbido ou l'église de la Confraternita della Steccada à Parme dont le décor fut peint par Michelangelo Anselmi. Les commanditaires de cette dernière œuvre se déclarèrent toutefois très insatisfaits du résultat. Ainsi que l’écrit Giorgio Vasari en 1568 :« c’est vraiment dans le dessin que ses idées atteignent la perfection absolue. »,.

## Œuvres

Vierge à l'Enfant (1520-1522), Florence, musée des Offices.

- La Vierge à L'Enfant et le petit saint Jean, vers 1516, huile sur panneau, 29 × 25 cm, Paris, musée du Louvre.
- La Sainte Famille, vers 1518, huile sur panneau, 147 × 116 cm, Madrid, musée du Prado.
- La Vierge à l'Enfant avec saint Jean Baptiste, 1518-1523, huile sur panneau, Édimbourg, National Gallery of Scotland.
- Sainte Marie Madeleine soutenue par des anges, 1520-1521, huile sur toile, 165 × 236 cm, Londres, National Gallery.
- Vierge à l'Enfant, 1520-1522, huile sur panneau, 195 × 77 cm, Florence, musée des Offices.
- Sainte Famille[16], 1520-1523, huile sur panneau, 78 × 62 cm, Los Angeles, J. Paul Getty Museum.
- Les Symboles des Évangélistes, 1520-1525, huile sur panneau, 22 × 22 cm, Vienne, Kunsthistorisches Museum.
- Le Christ en majesté, la Vierge, saint jean Baptiste et des saints, 1521-1522, huile sur panneau, 134 × 98 cm, Parme, Galleria Nazionale.
- Vierge à l'Enfant, 1522-1523, huile sur panneau, 37 × 30 cm, Rome, Galerie nationale d'art ancien.
- Vierge à l'Enfant et sainte Anne (Madone du chat), vers 1523, huile sur panneau, 171 × 143 cm, musée Capodimonte de Naples.
- Femme dans le miroir, 1523-1524, huile sur panneau transposée sur toile, 111 × 92 cm, Moscou, musée Pouchkine.
- Scène d'amour ou Deux Amoureux, 1523-1524, huile sur panneau transposée sur toile, 163 × 337 cm, Saint-Pétersbourg, musée de l'Ermitage.
- Jupiter et Thétis, 1527-1530, Palais du Te, Mantoue.
- Sainte Marguerite, v. 1528, huile sur panneau, 185 × 117 cm, musée du Louvre, Paris.
- Naissance de Bacchus, vers 1530, huile sur panneau, Los Angeles, J. Paul Getty Museum.
- Adoration des bergers avec des saints, 1532-1534, huile sur panneau, 275 × 212 cm, musée du Louvre, Paris
- Pluton sur son char, 1532-1536, huile sur toile, 92 × 62 cm, Vienne, Kunsthistorisches Museum
- Triomphe de Titus et Vespasien, 1537, huile sur panneau, 120 × 70 cm, Musée du Louvre, Paris. Un des panneaux du Cabinet des Césars.

Non datées
- La Circoncision, transposé de bois sur toile, 11,50 × 1,22 m, Musée du Louvre, Paris
- Le Rêve d'Hécube, fresque au Palais ducal de Mantoue
- La Sainte Famille aux ruines, huile sur toile, 33 x 27 cm, musée des Beaux-Arts d’Orléans (disparu durant la Seconde Guerre mondiale)[17].
- La Sainte Famille, huile sur toile, 84 x 76 cm, musée des Beaux-Arts d’Orléans (disparu durant la Seconde Guerre mondiale)[18].

Œuvres de Jules Romain au Palais du Te
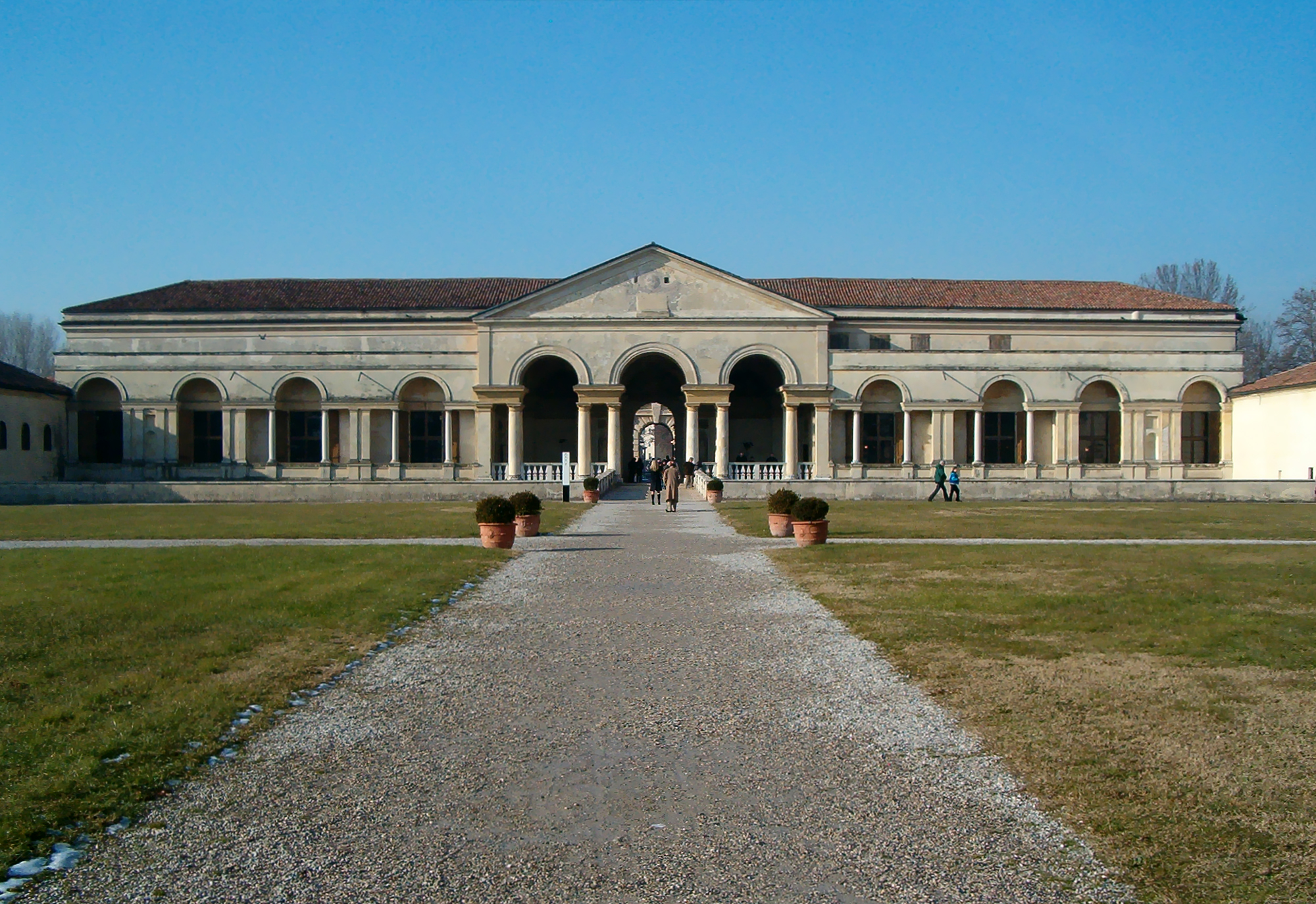
Façade (1526-1534).
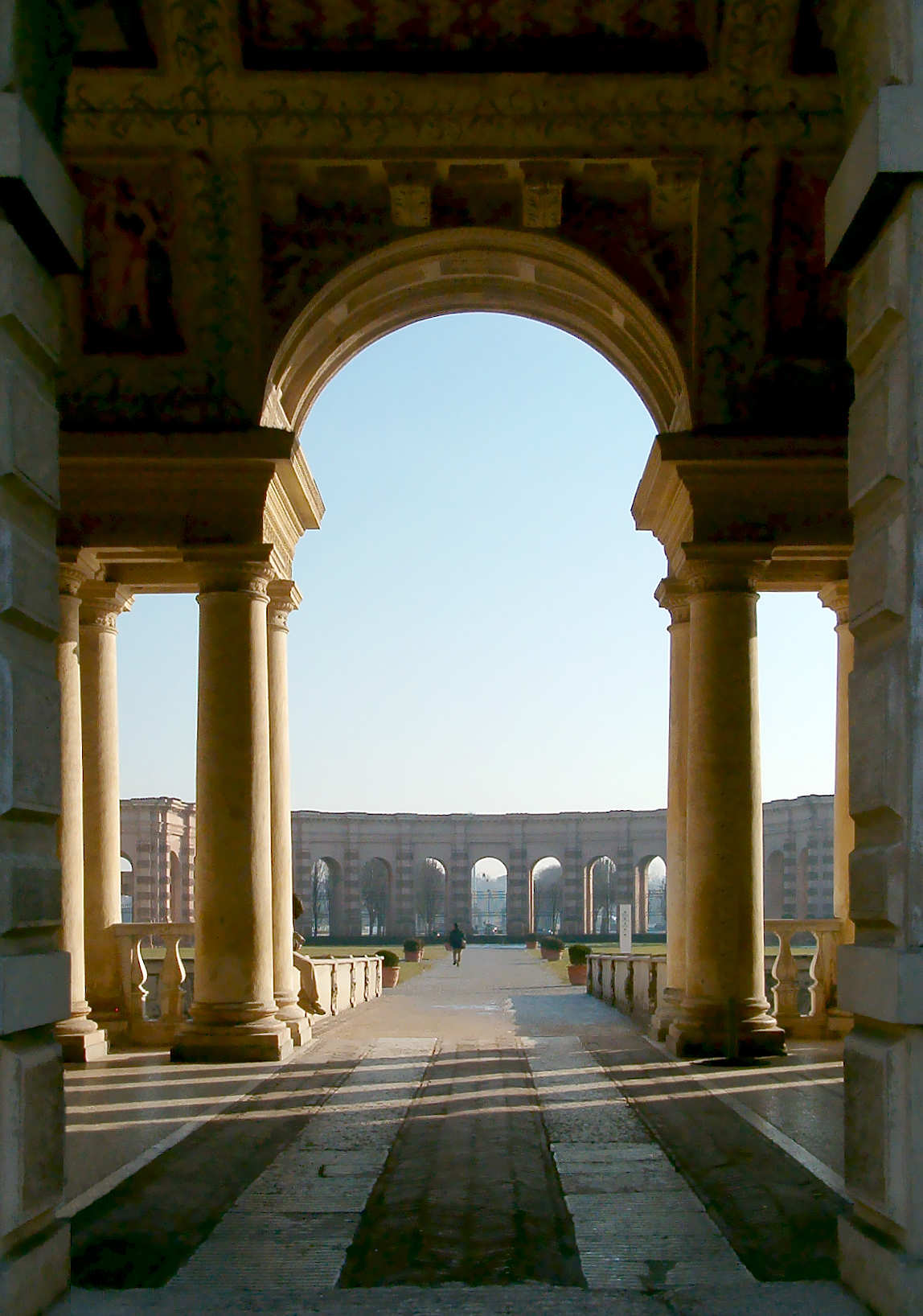
Cour intérieure (1526-1534).
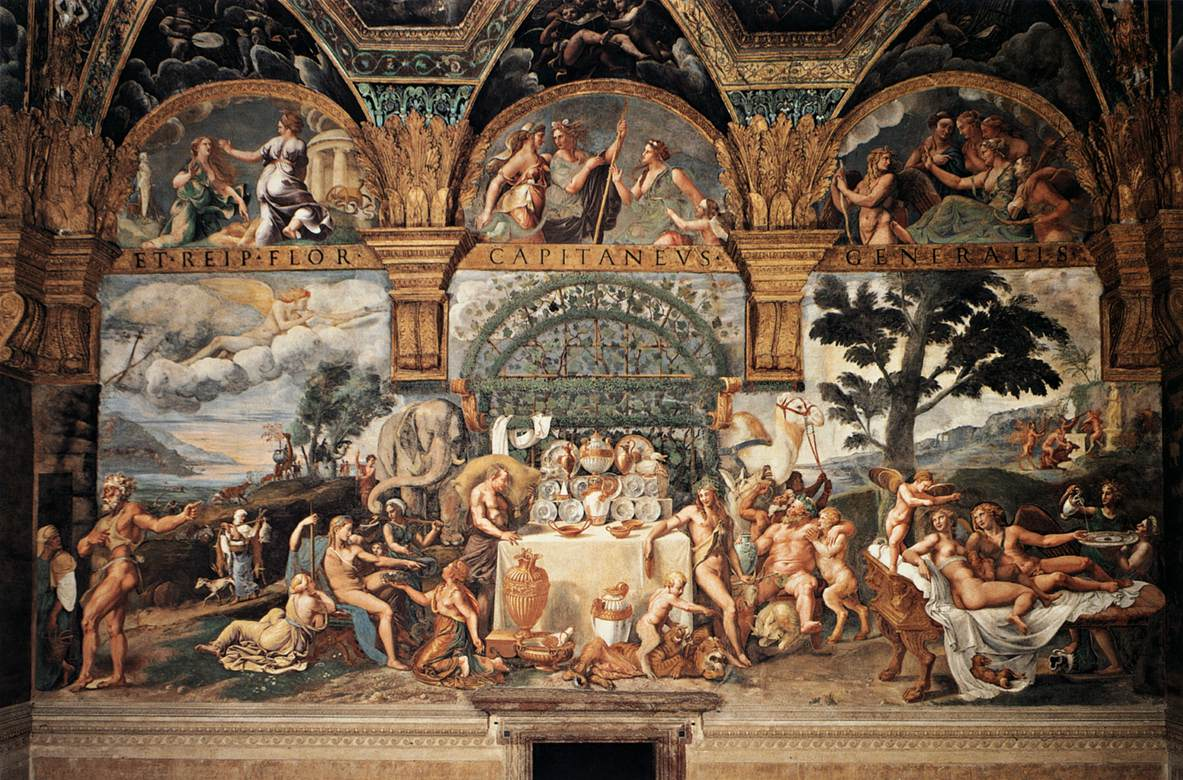
Banquet d'Amour et Psyché.
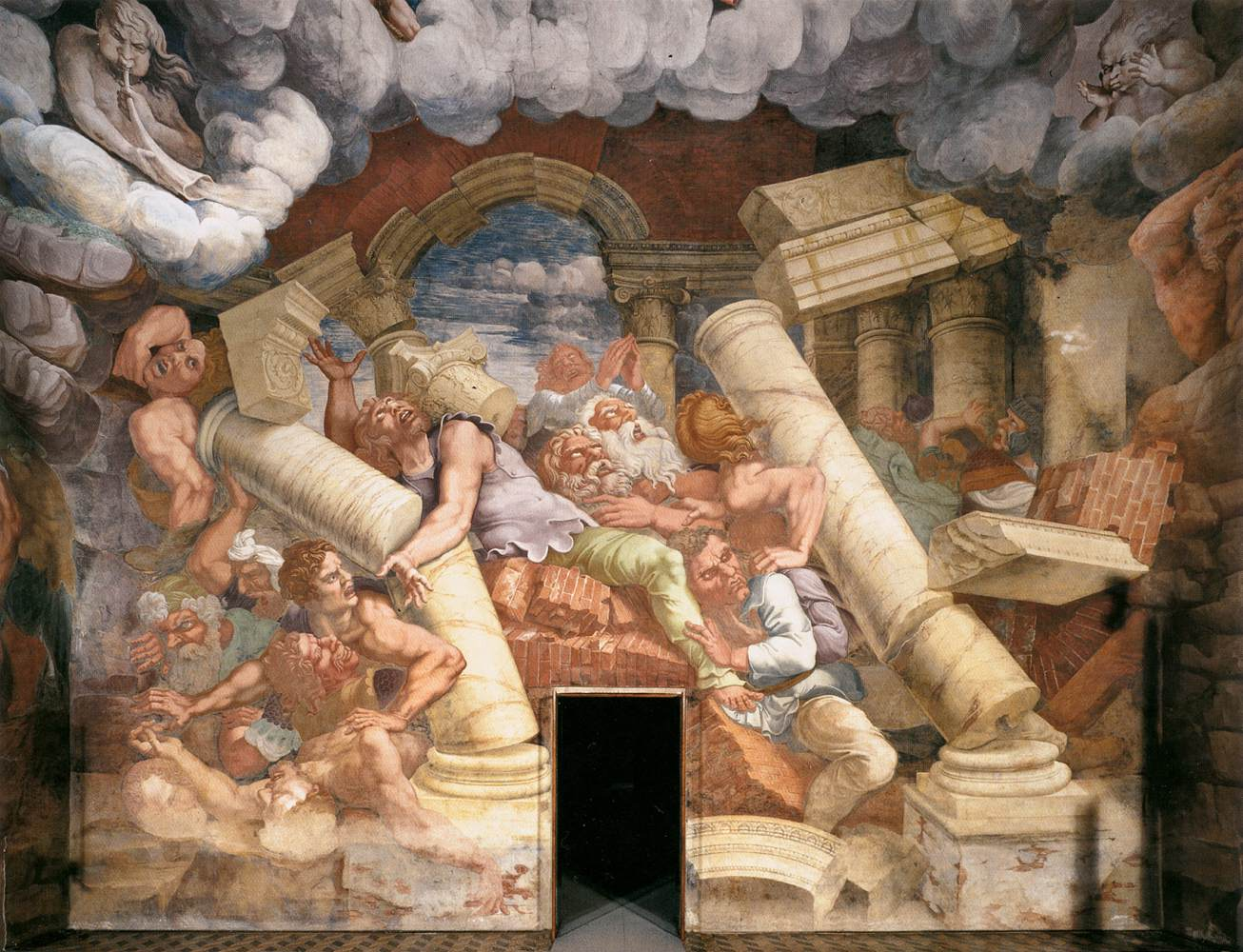
Salle des Géants, mur nord.